# Bayer István (pedagógus)
Bayer István (Eperjes, 1909. május 22. – Budapest, 1994. április 27.) matematika–fizika szakos középiskolai tanár, tankönyvszerző, a Központi Pedagógus Továbbképző Intézet, illetve az Országos Pedagógiai Intézet fizika tanszékének vezetője, Kossuth-díjas (1958).

## Életpályája
1931-ben a Pázmány Péter Tudományegyetemen matematika–fizika szakos tanári oklevelet, 1936-ban a Pécsi Tudományegyetemen államtudományi doktorátust szerzett. Kollégiumi nevelőtanár volt Egerben (1931–1932), azután a Kossuth Lajos Gimnáziumban tanított Budapesten (1932–1951). Fizika szakfelügyelőként működött Budapesten és Pest megyében (1951–1952).  A Központi Pedagógus Továbbképzö Intézet, illetve az ebből 1962-ben létrehozott Országos Pedagógiai Intézet fizika tanszékét vezette (1952–1970).
A Természettudományok Tanítása című lap fizika rovatát, majd a A Fizika Tanítása című módszertani folyóiratot szerkesztette  (1958–1961), illetve (1962–1970). 1970-ben nyugdíjba vonult, ezután többek között iskolatörténettel foglalkozott (Kossuth Lajos Gimnázium, Budapest, illetve a mezőkövesdi gimnázium, melynek az első igazgatója az édesapja volt.)

## Publikációi

### Módszertani könyvei
- Az elektromosságtan módszeres tanítása az általános iskolában, (Budaméry Bélával és Jeges Károllyal), Budapest, Tankönyvkiadó, 1953, 97 p.
- Az elektromosságtan tanítása az általános iskolában, (Budaméry Bélával és Jeges Károllyal), Budapest, Tankönyvkiadó, 1955, 103 p.
- Mechanika és hangtan tanítása az általános iskolában, (Budaméry Bélával és Jeges Károllyal), Budapest, Tankönyvkiadó, 1954, 117 p.
- A hőtan és fénytan tanítása az általános iskolában, (Budaméry Bélával és Jeges Károllyal), Budapest, Tankönyvkiadó, 1956, 94 p.
- A fizika tanítása 1. r., (Makai Lajossal), 3. bővített kiadás, Szeged, Szegedi Tudományegyetem, 1959, 318 p.
- A fizika tanítása 2. r., (Makai Lajossal), 3. bővített kiadás, Szeged, Szegedi Tudományegyetem, 1961, 375 p.
- Gondolkodtató feladatok gyűjteménye a középiskolai fizikatanításhoz, Budapest, Központi Pedagógus Továbbképző Intézet, 1959, 89 p.
- Fizikai alapfogalmak - fizikai feladatlapok, Budapest, Országos Pedagógiai Intézet, 1973, 134 p.

### Tankönyvei
(A kiadási adatok az utolsó kiadásra vonatkoznak)
- Fizika az általános gimnáziumok 2. osztálya számára, (Hamza Tiborral és Huszka Ernőnével) 6. kiadás, Budapest, Tankönyvkiadó, 1960, 159 p.
- Fizika az általános gimnáziumok 3. osztálya számára, (Hamza Tiborral és Huszka Ernőnével) 7. kiadás, Budapest, Tankönyvkiadó, 1961, 239 p.
- Fizika az általános gimnáziumok 4. osztálya számára, (Hamza Tiborral és Huszka Ernőnével) 7. kiadás, Budapest, Tankönyvkiadó, 1962. 342 p.
- Fizika az általános gimnáziumok levelező tagozata számára, 2. osztály, 8. kiadás, Budapest, Tankönyvkiadó, 1960. 99 p.
- Fizika az általános gimnáziumok levelező tagozata számára, 3. osztály, (Hamza Tiborral és Huszka Ernőnével), 9. kiadás, Budapest, Tankönyvkiadó, 1961. 194 p.
- Fizika az általános gimnáziumok levelező tagozata számára, 4. osztály, (Hamza Tiborral és Huszka Ernőnével), 8. kiadás, Budapest, Tankönyvkiadó, 1962. 204 p.
- Fizika az általános gimnáziumok 2. osztálya számára, (Huszka Ernőnével és Nyilas Dezsővel), 5. kiadás, Budapest, Tankönyvkiadó, 1965. 207 p.
- Fizika az általános gimnáziumok 3. osztálya számára, (Hamza Tiborral és Huszka Ernőnével), 5. kiadás, Budapest, Tankönyvkiadó, 1966. 223 p.
- Fizika az általános gimnáziumok 4. osztálya számára, (Huszka Ernőnével és Vermes Miklóssal), 4. kiadás, Budapest, Tankönyvkiadó, 1966. 322 p.
- Fizika, dolgozók gimnáziuma, 2. osztály, (Huszka Ernőnével és Nyilas Dezsővel), 5(?). kiadás, Budapest, Tankönyvkiadó, 1965. 191 p.
- Fizika, dolgozók gimnáziuma, 3. osztály, (Huszka Ernőnével), 8. kiadás, Budapest, Tankönyvkiadó, 1969. 159 p.
- Fizika, dolgozók gimnáziuma, 4. osztály, (Huszka Ernőnével), 8. kiadás, Budapest, Tankönyvkiadó, 1970. 231 p.
- Fizika 2., (Tihanyi Ferenccel), 9. kiadás, Budapest, Tankönyvkiadó, 1977. 367 p. ISBN 963-17-2400-X
- Fizika 3., (Nagy Jánossal, Nagy Jánosnéval), 9. kiadás, Budapest, Tankönyvkiadó, 1976. 351 p. ISBN 963-17-1943-X
- Fizika a gimnázium 4. osztálya számára, (Nagy Jánossal, Nagy Jánosnéval), 15. kiadás, Budapest, Tankönyvkiadó, 1983. 360 p. ISBN 963-17-6692-6
- Fizika, (Huszka Ernőnével) - 6. kiadás, Budapest, Tankönyvkiadó, 1977. 303 p. ISBN 963-17-2380-1
- Fizika 3., 2. kiadás, Budapest, Tankönyvkiadó, 1977. 371 p. ISBN 963-17-2803-X

### Nemzetiségi nyelvekre lefordított tankönyvei
- Fizica pentru clasa a 2-a a şcolilor medii, (Hamza Tiborral és Huszka Ernőnével, fordította Csanádi Károly), Budapest, Tankönyvkiadó, 1958, 210 p. (Román nemzetiségi tankönyv)
- Fizica manual pentru clasa a 3-a a şcolilor medii, (Hamza Tiborral és Huszka Ernőnével, fordította Korondy Károly), Budapest, Tankönyvkiadó, 1958. 359 p. (Román nemzetiségi tankönyv)
- Fizica manual pentru clasa a 4-a a şcolilor medii, (Hamza Tiborral és Huszka Ernőnével, fordította Korondy Károly), Budapest, Tankönyvkiadó, 1959. 559 p. (Román nemzetiségi tankönyv)
- Fyzika pre 2. triedu všeobecnych Gymnazii, (Hamza Tiborral és Huszka Ernőnével, fordította Frenyó Lajos), Budapest, Tankönyvkiadó, 1958, 188 p. (Szlovák nemzetiségi tankönyv)
- Fyzika pre 3. triedu gymnázii, (Hamza Tiborral és Huszka Ernőnével, fordította Frenyó Lajos), Budapest, Tankönyvkiadó, 1958, 287 p. (Szlovák nemzetiségi tankönyv)
- Fyzika pre štvrtú triedu gymnazií, (Hamza Tiborral és Huszka Ernőnével, fordította Frenyó Lajos), Budapest, Tankönyvkiadó, 1960. 449 p. (Szlovák nemzetiségi tankönyv)
- Fizika za 3. razred gimnazije, (Hamza Tiborral és Huszka Ernőnével, fordította Bedroszián Péter), Budapest, Tankönyvkiadó, 1958. 306 p. (Szerb–horvát nemzetiségi tankönyv)
- Fizika za 4. razred gimnazije, (Hamza Tiborral és Huszka Ernőnével, fordította Bedroszián Péter), Budapest, Tankönyvkiadó, 1960. 452 p. (Szerb–horvát nemzetiségi tankönyv)
- Physik für die 4. Klasse der deutschen Gymnasien in Ungarn, (Hamza Tiborral és Huszka Ernőnével, fordította Skripecz Sándor), Budapest, Tankönyvkiadó, 1960. 484 p. (Német nemzetiségi tankönyv)

### Egyéb könyvei
- A Kossuth Lajos Gimnázium évkönyve, Az iskola fennállásának 60. évében, 1919-1979, (szerkesztő bizottság: Bayer István et al.) Budapest, Kossuth Lajos Gimnázium, 1979. 150 p.
- A mezőkövesdi I. László Gimnázium és Közgazdasági Szakközépiskola jubileumi évkönyve az iskola fennállásának 75. évében. (1911-1986), (Felelős szerkesztő Bayer István), Mezőkövesd, I. László Gimn. és Közgazdasági Szakközépiskola, 1986. 231 p. ISBN 963-01-5619-9

## Kitüntetések, díjak
- Oktatásügy Kiváló Dolgozója, 1954 és 1965.
- Kossuth-díj III. fokozata, az általános és középiskolai fizika-tanítás terén végzett kiváló munkásságáért, 1958. (A kitüntetettek nevében ő mondott köszönetet.)
- Munka Érdemrend arany fokozata, 1971.
- Munkaügy Kiváló Dolgozója, 1977. (A Magyar Pedagógiai Társaság Számvizsgáló Bizottságának elnökeként végzett tízéves társadalmi munkájáért.)
- Kiváló Társadalmi Munkás, 1984.(A Mezőkövesdi Öregdiákok Baráti Körének megszervezésében és működtetésében végzett munkájáért.)
- A Szocialista Kultúráért, 1985. (A Borsod-Abaúj-Zemplén Megyei Tanács VB javaslatára, a Művelődésügyi Minisztériumtól, a mezőkövesdi évkönyv szerkesztéséért.)

## Külső hivatkozások
- Kossuth Lajos Gimnázium, (Budapest)
- Bayer István élete[halott link] - cikk a Kossuth Lajos Gimnázium honlapján
- Fényképek Bayer Istvánról[halott link]- a Kossuth Lajos Gimnázium honlapján
- História - Tudósnaptár szócikke a KFKI honlapján
- A Fizikai Szemle nekrológja